# Peter J. Weber
Peter J. Weber (* 1. März 1966 in Mannheim) ist ein deutscher Wirtschaftswissenschaftler sowie Hochschullehrer. Er ist Professor für Internationale Wirtschaftskommunikation und Bildungsökonomie an der Hochschule Fresenius.

## Leben
Weber studierte von 1988 bis 1993 Wirtschaftspädagogik sowie Französisch an den Universitäten Mannheim und Louvain-la-Neuve (Belgien). Er promovierte 1996 zum Dr. phil. in romanischer Linguistik und Betriebswirtschaftslehre an der Universität Mannheim. Von 1996 bis 2002 war er wissenschaftlicher Assistent am Institut für International und Interkulturell Vergleichende Erziehungswissenschaft der Universität Hamburg. In dieser Zeit hat er von 1997 bis 1999 den Bereich Vergleichende/Internationale Erziehungswissenschaft an der Leuphana-Universität Lüneburg vertreten. Seit 1998 ist er zudem selbständiger Personal- und Organisationsentwickler. Er habilitierte sich im Jahr 2001 für das Fach „Allgemeine und Internationale Erziehungswissenschaft“ an der Universität Hamburg. Im Anschluss verfolgte er eine wissenschaftliche Laufbahn und war von 2002 bis 2003 Senior Researcher am Forschungszentrum für Mehrsprachigkeit der Katholieke Universiteit Brussel (Brüssel). In dieser Zeit war er Stipendiat im ‚Faculty Enrichment Program’ der Kanadischen Botschaft für Forschungen zum ‚mehrsprachigen und multikulturellen Online-Lernen’ in Kanada. Von 2003 bis 2005 übernahm er eine Zeitprofessur für Erwachsenenbildung und Neue Medien an der Universität Halle/Saale. Von 2005 bis 2007 war er Forschungsprofessor an der Katholieke Universiteit Brussel. Im Jahr 2007 übernahm er die Professur für Internationale Wirtschaftskommunikation und die Studiengangsleitung des Bachelor Internationale Wirtschaftskommunikation an der Hochschule für Angewandte Sprachen des SDI München. Dort war er von 2009 bis 2012 im Hochschul- und Bildungsmanagement als Vizepräsident und Mitglied der Leitung des Bildungsträgers SDI tätig. 2012 wechselte er als Rektor der SRH Hochschule für Wirtschaft und Medien Calw, deren Rektor bis 2015 und deren Geschäftsführer er gleichzeitig von 2013 bis 2015 war. Von Juni 2015 bis August 2016 war er Professor an der Karlshochschule International University. Seit 2017 ist Dekan der Fachbereichs onlineplus an der Hochschule Fresenius und leitet die Zentrale Content Produktion der Carl Remigius Fresenius Education Group.

## Forschung und Lehre
Weber lehrt und forscht im Feld der Internationalen Wirtschafts- und Unternehmenskommunikation mit Schwerpunkten Internationales Marketing und Sprachen- und Bildungsökonomie, Europäische Sprachen- und Bildungspolitik sowie E-Learning. Er forschte für die Europäische Union z. B. in den Projekten EUROMOSAIC und LINEE (Languages In a Network of European Excellence). Er ist Co-Koordinator des interuniversitären Promotionskollegs „Wandlungsprozesse in Industrie- und Dienstleistungsberufen und Anforderungen an moderne mediale Lernwelten in Großunternehmen / Großorganisationen“ und Mitgründer des Forschungsvereins LINEE+. Von 2007 bis 2013 hatte er eine Gastprofessur an der Universität Halle im Bereich Erwachsenenbildung. Er ist Berater für Bildungseinrichtungen wie die CareSig Akademie.

## Publikationen (Auswahl)
- Er ist Mitherausgeber der Zeitschrift Tertium Comparationis (Journal für International und Interkulturell Vergleichende Erziehungswissenschaft) im Waxmann-Verlag (Münster/New York).[5]
- 2023: „Soziales Lernen im Lernsettingmix“. In: forum erwachsenenbildung, 4/2023 Neue Lernsettings (Waxmann Verlag), 20 – 24.
- 2023: „Marketingtrends, -irrtümer und -herausforderungen gemeinwohlorientierter Erwachsenenbildung“. In: forum erwachsenenbildung 2/2023, 56. Jahrgang (Strategisches Marketing), 36–39.
- 2023: „Fortschritt und seine Wurzeln in der Moderne – eine sprachenökonomische Spurensuche seit dem 15. Jahrhundert.“ In: Schmiderer, C. Weber, P. J. und Müller, H. (Hrsg.): Zukunftsversprechen in der Krise. Der Fortschrittsgedanke im Wandel. Band 04 „Theorie-Praxis-Dialog des Fachbereichs onlineplus der Hochschule Fresenius“. München (kopaed), 59 – 68.
- 2022: „Nachhaltigkeit – ein kritischer Blick.“ In: Schmiderer, C. Weber, P. J. und Müller, H. (Hrsg.): Nachhaltigkeit. Neue Perspektiven auf ein strapaziertes Konzept. Band 03 „Theorie-Praxis-Dialog des Fachbereichs onlineplus der Hochschule Fresenius“. München (kopaed), 19 – 33.
- 2021: „Der ‚gute‘ Kapitalismus.“ In: Schmiderer, C. Weber, P. J. und Müller, H. (Hrsg.): „Money, money, money“ – Zur Ökonomisierung der Gesellschaft. Band 02 „Theorie-Praxis-Dialog des Fachbereichs onlineplus der Hochschule Fresenius“. München (kopaed), 19 – 30.
- 2020: „Digitale Transformation. Von der Dystopie zur Utopie“. In: Schmiderer, C./Weber, P. J.: „Lost in …“ Digitalisierung. Band 01 „Theorie-Praxis-Dialog des Fachbereichs onlineplus der Hochschule Fresenius“. München (kopaed), 17 – 27.
- 2019: Digitale Bildung in der Hochschule – Konvergente Entwicklungen in den Lehr-Lern-Formaten. Götz, K./Heider-Lang, J./Merkert, A. (Hrsg.): Digitale Transformation in der Bildungslandschaft – ein mehrperspektivischer Zugang. Augsburg (Hampp), 191 – 207.
- 2016: Sprachen als Brücken und Mauern. Geschichte der Kommunikation und ihre Konflikte (Monographie).
- 2015: Unternehmenssprachenpolitik – der vergessene Wettbewerbsfaktor für kleinere und mittlere Unternehmen (Artikel).
- 2014: „Internationalisierung der Arbeitswelt - Mehrsprachigkeit als Professionalisierungs-element in der internationalen Geschäftskommunikation“ (Artikel).
- 2012: Internationales Marketing-Management. Mehrsprachigkeit als wirtschaftlicher Mehrwert in der internationalen Wirtschaftskommunikation (Artikel).
- 2012: Sprache als Beruf. Profile von Sprachexperten im Kontext von wissenschaftlicher Lehre und beruflicher Praxis.
- 2009: Kampf der Sprachen. Die Europäische Union vor der sprachlichen Zerreißprobe (Monographie).
- 2007: Wissensgesellschaft und Lebenslanges Lernen. Bildungspolitische und lerntheoretische Entwicklungen (in) der EU (Monographie).
- Zusammen mit Anke Wesser und Claudia Bade gab er die Reihe Praxis und Forschung im Dialog im Krämer-Verlag (Hamburg) heraus.[6]